# Ex-Lady
Ex-Lady is een film uit 1933 onder regie van Robert Florey.
Materiaal van de film werd gebruikt voor de film What Ever Happened to Baby Jane?, waarin Davis een voormalige actrice speelde. Het materiaal dat ze gebruikten was dus om te laten zien in welke films haar karakter "zou hebben gespeeld".
De film werd op 1 september 1998 uitgebracht op VHS. Over een dvd-uitgave is tot op het heden nog niets bekend.

## Rolverdeling
| Acteur        | Personage     |
| ------------- | ------------- |
| Bette Davis   | Helen Bauer   |
| Gene Raymond  | Don Peterson  |
| Frank McHugh  | Hugo Van Hugh |
| Monroe Owsley | Nick Malvyn   |
| Claire Dodd   | Iris Van Hugh |

## Referentie
1. ↑  Amazon.com: Ex-Lady: Bette Davis, Gene Raymond, Frank McHugh, Monroe Owsley, Claire Dodd, Kay Strozzi, Ferdinand Gottschalk, Alphonse Ethier, Bodil Rosing, Armand Kaliz, Renee...